# Good Singin' Good Playin'
Good Singin' Good Playin' è un album del gruppo musicale statunitense Grand Funk Railroad, pubblicato dalle etichette discografiche MCA (negli Stati Uniti e in Canada) ed EMI (in altri paesi) il 2 agosto 1976.
L'album è prodotto da Frank Zappa. Il cantante del gruppo, Mark Farner, è autore completo di 8 degli 11 brani e collabora alla stesura di un altro.
Dal disco vengono tratti i singoli Can You Do It e Just Couldn't Wait.

## Tracce

### Lato A
1. Just Couldn't Wait
2. Can You Do It
3. Pass It Around
4. Don't Let 'Em Take Your Gun
5. Miss My Baby

### Lato B
1. Big Buns
2. Out to Get You
3. Crossfire
4. 1976
5. Release Your Love
6. Goin' for the Pastor